# Stati generali dei Paesi Bassi
Gli Stati generali (in olandese: Staten-Generaal) sono il parlamento bicamerale dei Paesi Bassi, composto da una camera alta, denominata Eerste Kamer (Prima camera), e una camera bassa, denominata Tweede Kamer (Seconda camera), nota anche con la dizione di Camera dei rappresentanti.

## Origine del nome
L'espressione "Stati generali" deriva dagli antichi Stati Generali della Repubblica delle Sette Province Unite, esistiti dalla proclamazione dell'indipendenza dalla Spagna del 1579, sino all'invasione francese del 1795, che mise fine all'esistenza di quella Repubblica.

## Articolazione
Gli Stati generali sono articolati in due Camere, entrambe riunite nel palazzo della Binnenhof (letteralmente, la "corte interna"), nella città dell'Aia: 
- la Seconda camera (in olandese Tweede Kamer), o Camera dei rappresentanti, eletta a suffragio universale diretto;
- la Prima camera (in olandese Eerste Kamer), o Senato (in olandese Senaat), è eletta dai rappresentanti delle assemblee provinciali.

## Sessioni congiunte

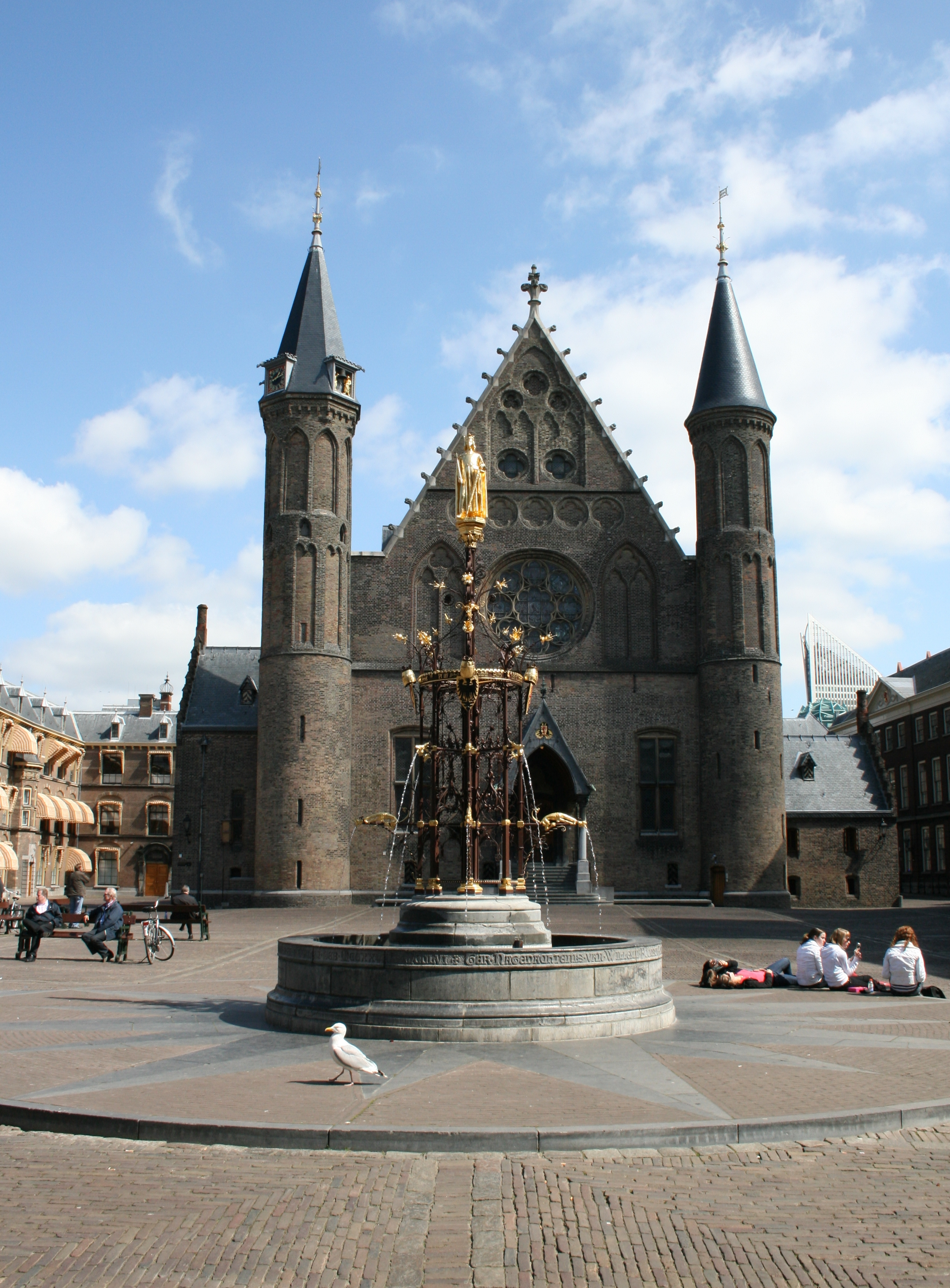
L'aula dei Cavalieri', ove gli Stati generali tengono le sedute congiunte

Gli Stati generali siedono in sessione congiunta almeno una volta l'anno: precisamente, ogni terzo martedì di settembre, in occasione del Prinsjesdag (letteralmente, il "giorno del principe"). In quell'occasione viene inaugurata la sessione parlamentare (annuale) e il sovrano dei Paesi Bassi legge il discorso della Corona.
Le altre occasioni di sessione congiunta (in olandese: Verenigde Vergadering) sono: l'autorizzazione al matrimonio di un membro della casa reale, l'incoronazione di un sovrano, la morte di un membro della casa reale. Tali sedute sono presiedute dal presidente della Camera Alta ed hanno luogo nella Ridderzaal (o sala dei Cavalieri) al Binnenhof, eccezion fatta per l'incoronazione, che avviene alla Nieuwe Kerk di Amsterdam.
Infine, la Costituzione del Regno dei Paesi Bassi prevede un'ultima occasione di sessione congiunta: la nomina di un nuovo monarca, quando quello in carica non abbia eredi e sia incapace di esercitare i propri poteri.

## Funzioni costituzionali: bicameralismo imperfetto
La Costituzione distingue nettamente le prerogative delle due Camere: la Camera bassa possiede, in esclusiva, il diritto di iniziativa legislativa e di emendamento, mentre la Camera alta ha sostanzialmente un diritto di veto, cioè può solo approvare o respingere definitivamente il disegno di legge già approvato dall'altro ramo del Parlamento. In ogni caso, le leggi devono essere approvate con il medesimo testo da parte di entrambe le camere.
Inoltre, la Camera alta si riunisce solo un giorno alla settimana.